# Saint-Martin-de-Fressengeas
Pour les articles homonymes, voir Saint-Martin.
Saint-Martin-de-Fressengeas est une commune française située dans le département de la Dordogne, en région Nouvelle-Aquitaine.

## Géographie

### Généralités
Dans le quart nord-est du département de la Dordogne, en limite du Nontronnais et du Périgord central, Saint-Martin-de-Fressengeas est une commune rurale qui fait partie de l'aire d'attraction de Thiviers. Elle est arrosée par la Queue d'Âne, servant de limite naturelle à la commune sur plus de trois kilomètres.
À l'écart des routes principales, le bourg de Saint-Martin-de-Fressengeas est situé, en distances orthodromiques, sept kilomètres au nord-ouest de Thiviers et neuf kilomètres au sud-est de Saint-Pardoux-la-Rivière.
La commune est desservie par les routes départementales (RD) 98 et 707 (l'ancienne route nationale 707 reliant Nontron à Thiviers).
Entre Saint-Jean-de-Côle et Milhac-de-Nontron, puis entre cette commune et Saint-Jory-de-Chalais, le sentier de grande randonnée GR 361 parcourt le territoire communal sur plus de cinq kilomètres, en deux tronçons. L'ancienne ligne ferroviaire du Quéroy-Pranzac à Thiviers a été déclassée et la portion déferrée entre Thiviers et Saint-Pardoux-la-Rivière a été transformée en voie verte. Celle-ci traverse la commune sur deux kilomètres.

### Communes limitrophes
Saint-Martin-de-Fressengeas est limitrophe de six autres communes.
| Milhac-de-Nontron | Saint-Saud-Lacoussière      | Saint-Jory-de-Chalais         |
|                   | Saint-Martin-de-Fressengeas |                               |
| Villars           | Saint-Jean-de-Côle          | Saint-Romain-et-Saint-Clément |

### Géologie et relief

#### Géologie
Situé sur la plaque nord du Bassin aquitain et bordé à son extrémité nord-est par une frange du Massif central, le département de la Dordogne présente une grande diversité géologique. Les terrains sont disposés en profondeur en strates régulières, témoins d'une sédimentation sur cette ancienne plate-forme marine. Le département peut ainsi être découpé sur le plan géologique en quatre gradins différenciés selon leur âge géologique. Saint-Martin-de-Fressengeas est située dans le deuxième gradin à partir du nord-est, un plateau formé de roches calcaires très dures du Jurassique que la mer a déposées par sédimentation chimique carbonatée, en bancs épais et massifs.
Les couches affleurantes sur le territoire communal sont constituées de formations superficielles du Quaternaire, de roches sédimentaires  datant pour certaines du Cénozoïque, et pour d'autres du Mésozoïque et du Paléozoïque, ainsi que de roches métamorphiques et magmatiques. La formation la plus ancienne, notée ξ1, se composee de micaschistes lamelleux à deux micas, parfois grenats et silicates d'alumine (groupe de la Dronne, Néoprotérozoïque à Cambrien). La formation la plus récente, notée CFp, fait partie des formations superficielles de type colluvions indifférenciées de versant, de vallon et plateaux issues d'alluvions, molasses, altérites. Le descriptif de ces couches est détaillé dans  la feuille « no 735 - Thiviers » de la carte géologique au 1/50 000 de la France métropolitaine, et sa notice associée.

Carte géologique de Saint-Martin-de-Fressengeas.

#### Relief et paysages
Le département de la Dordogne se présente comme un vaste plateau incliné du nord-est (491 m, à la forêt de Vieillecour dans le Nontronnais, à Saint-Pierre-de-Frugie) au sud-ouest (2 m à Lamothe-Montravel). L'altitude du territoire communal varie quant à elle entre 148 mètres et 302 mètres,.
Dans le cadre de la Convention européenne du paysage entrée en vigueur en France le 1er juillet 2006, renforcée par la loi du 8 août 2016 pour la reconquête de la biodiversité, de la nature et des paysages, un atlas des paysages de la Dordogne a été élaboré sous maîtrise d’ouvrage de l’État et publié en octobre 2020. Les paysages du département s'organisent en huit unités paysagères,. La commune est dans l'unité paysagère du « Périgord limousin » qui correspond à la région naturelle du Nontronnais. Ce territoire forme un plateau collinaire aux pentes douces et sommets arasés, d’altitude moyenne autour des 300 m dont le point culminant est également celui de la Dordogne. Ce plateau cristallin est vallonné et dominé par les prairies aux horizons boisés. Il est entaillé de vallées profondes aux versants forestiers,.
La superficie cadastrale de la commune publiée par l'Insee, qui sert de référence dans toutes les statistiques, est de 20,84 km2,,. La superficie géographique, issue de la BD Topo, composante du Référentiel à grande échelle produit par l'IGN, est quant à elle de 21,58 km2.

### Hydrographie

#### Réseau hydrographique

Réseaux hydrographique et routier de Saint-Martin-de-Fressengeas.

La commune est située dans le bassin de la Dordogne au sein du Bassin Adour-Garonne. Elle est drainée par la Queue d'Âne et le ruisseau de la Benché et par divers petits cours d'eau, qui constituent un réseau hydrographique de 22 km de longueur totale,.
La Queue d'Âne, ou ruisseau de la Queue d'Âne, d'une longueur totale de 18,61 km, prend sa source dans la commune de Mialet et se jette dans la Côle en rive droite à Saint-Jean-de-Côle au pont de Lavaud. Elle traverse la commune du nord au sud sur plus de huit kilomètres et demi dont plus de trois et demi servent de limite territoriale en deux tronçons, faceé à Saint-Jory-de-Chalais et Saint-Jean-de-Côle.
Son affluent de rive droite le ruisseau de la Benché arrose le territoire communal au sud sur plus de deux kilomètres et demi.

#### Gestion et qualité des eaux
Le territoire communal est couvert par le schéma d'aménagement et de gestion des eaux (SAGE) « Isle - Dronne ». Ce document de planification, dont le territoire regroupe les bassins versants de l'Isle et de la Dronne, d'une superficie de 7 500 km2, a été approuvé le 2 août 2021. La structure porteuse de l'élaboration et de la mise en œuvre est l'établissement public territorial de bassin de la Dordogne (EPIDOR). Il définit sur son territoire les objectifs généraux d’utilisation, de mise en valeur et de protection quantitative et qualitative des ressources en eau superficielle et souterraine, en respect des objectifs de qualité définis dans le troisième SDAGE  du Bassin Adour-Garonne qui couvre la période 2022-2027, approuvé le 10 mars 2022.
La qualité des eaux de baignade et des cours d’eau peut être consultée sur un site dédié géré par les agences de l’eau et l’Agence française pour la biodiversité.

### Climat
Pour des articles plus généraux, voir Climat de la Nouvelle-Aquitaine et Climat de la Dordogne.
Historiquement, la commune est exposée à un climat océanique aquitain.  
En 2020, Météo-France publie une typologie des climats de la France métropolitaine dans laquelle la commune est exposée à un climat océanique altéré et est dans une zone de transition entre les régions climatiques « Aquitaine, Gascogne » et « Ouest et nord-ouest du Massif Central ». La première est caractérisée par une pluviométrie abondante au printemps, modérée en automne, un faible ensoleillement au printemps, un été chaud (19,5 °C), des vents faibles, des brouillards fréquents en automne et en hiver et des orages fréquents en été (15 à 20 jours).  La seconde présente une pluviométrie annuelle de 900 à 1 500 mm, maximale en automne et en hiver.
Pour la période 1971-2000, la température annuelle moyenne est de 11,8 °C, avec  une amplitude thermique annuelle de 14,7 °C. Le cumul annuel moyen de précipitations est de 1 036 mm, avec 13,8 jours de précipitations en janvier et 7,7 jours en juillet. Pour la période 1991-2020, la température moyenne annuelle observée sur la station météorologique installée sur la commune est de 12,4 °C et le cumul annuel moyen de précipitations est de 1 050,4 mm,. 
La température maximale relevée sur cette station sur la période du 1er mars 2006 au 2 juin 2025 est de 38,9 °C (en 2020), la température minimale de −11,8 °C (en 2012) et la hauteur maximale de précipitations en 24 h de 75 mm (en 2009).
| Mois                                        | jan.          | fév.           | mars          | avril         | mai           | juin         | jui.          | août          | sep.          | oct.          | nov.          | déc.           | année      |
| ------------------------------------------- | ------------- | -------------- | ------------- | ------------- | ------------- | ------------ | ------------- | ------------- | ------------- | ------------- | ------------- | -------------- | ---------- |
| Température minimale moyenne (°C)           | 2,1           | 1,7            | 4,1           | 6,6           | 9,3           | 12,6         | 14,3          | 13,6          | 11,3          | 8,8           | 5,4           | 2,6            | 7,7        |
| Température moyenne (°C)                    | 5             | 5,6            | 8,6           | 11,8          | 14,5          | 18,1         | 20,2          | 19,6          | 17            | 13,3          | 8,8           | 5,9            | 12,4       |
| Température maximale moyenne (°C)           | 8             | 9,5            | 13,2          | 17,1          | 19,7          | 23,5         | 26,1          | 25,6          | 22,8          | 17,9          | 12,2          | 9,1            | 17,1       |
| Record de froid (°C) date du record         | −9,5 11.01.10 | −11,8 09.02.12 | −5,5 06.03.23 | −3,1 07.04.08 | −0,5 02.05.21 | 4,1 07.06.20 | 6,6 07.07.24  | 6,2 12.08.17  | 2,2 27.09.10  | −2,8 29.10.12 | −6,6 18.11.07 | −10,1 19.12.09 | −11,8 2012 |
| Record de chaleur (°C) date du record       | 17,7 26.01.08 | 24,9 27.02.19  | 25,2 14.03.12 | 28,6 13.04.24 | 32,6 30.05.25 | 38 18.06.22  | 38,4 25.07.19 | 38,9 07.08.20 | 35,5 04.09.23 | 30,9 01.10.23 | 23,1 07.11.15 | 17,7 15.12.21  | 38,9 2020  |
| Précipitations (mm)                         | 116,4         | 88,9           | 98,6          | 81,7          | 97            | 85,6         | 49            | 58,6          | 67,9          | 80,5          | 109,3         | 116,9          | 1 050,4    |
| Record de pluie en 24 h (mm) date du record | 41,9 20.01.18 | 30,9 08.02.16  | 47 29.03.24   | 48,7 19.04.25 | 65 13.05.24   | 48 02.06.12  | 55,8 13.07.21 | 35,8 20.08.07 | 47,1 06.09.24 | 75 20.10.09   | 34,7 08.11.10 | 57,2 10.12.17  | 75 2009    |

| Diagramme climatique                                  |            |             |             |           |              |            |              |              |             |              |             |
| J                                                     | F          | M           | A           | M         | J            | J          | A            | S            | O           | N            | D           |
| 82,1116,4                                             | 9,51,788,9 | 13,24,198,6 | 17,16,681,7 | 19,79,397 | 23,512,685,6 | 26,114,349 | 25,613,658,6 | 22,811,367,9 | 17,98,880,5 | 12,25,4109,3 | 9,12,6116,9 |
| Moyennes : • Temp. maxi et mini °C • Précipitation mm |            |             |             |           |              |            |              |              |             |              |             |

Pour afficher une liste d’indicateurs climatiques caractérisant la commune aux horizons 2030, 2050 et 2100 et pouvoir ainsi s'adapter aux changements climatiques, entrer son nom dans Climadiag-commune, un site de Météo-France élaboré à partir des nouvelles projections climatiques de référence DRIAS-2020.

## Urbanisme

### Typologie
Au 1er janvier 2024, Saint-Martin-de-Fressengeas est catégorisée commune rurale à habitat très dispersé, selon la nouvelle grille communale de densité à 7 niveaux définie par l'Insee en 2022.
Elle est située hors unité urbaine. Par ailleurs la commune fait partie de l'aire d'attraction de Thiviers, dont elle est une commune de la couronne,. Cette aire, qui regroupe 10 communes, est catégorisée dans les aires de moins de 50 000 habitants,.

### Occupation des sols
L'occupation des sols de la commune, telle qu'elle ressort de la base de données européenne d’occupation biophysique des sols Corine Land Cover (CLC), est marquée par l'importance des territoires agricoles (60,7 % en 2018), une proportion sensiblement équivalente à celle de 1990 (60,9 %). La répartition détaillée en 2018 est la suivante : 
zones agricoles hétérogènes (60,2 %), forêts (39,3 %), prairies (0,5 %). L'évolution de l’occupation des sols de la commune et de ses infrastructures peut être observée sur les différentes représentations cartographiques du territoire : la carte de Cassini (XVIIIe siècle), la carte d'état-major (1820-1866) et les cartes ou photos aériennes de l'IGN pour la période actuelle (1950 à aujourd'hui).

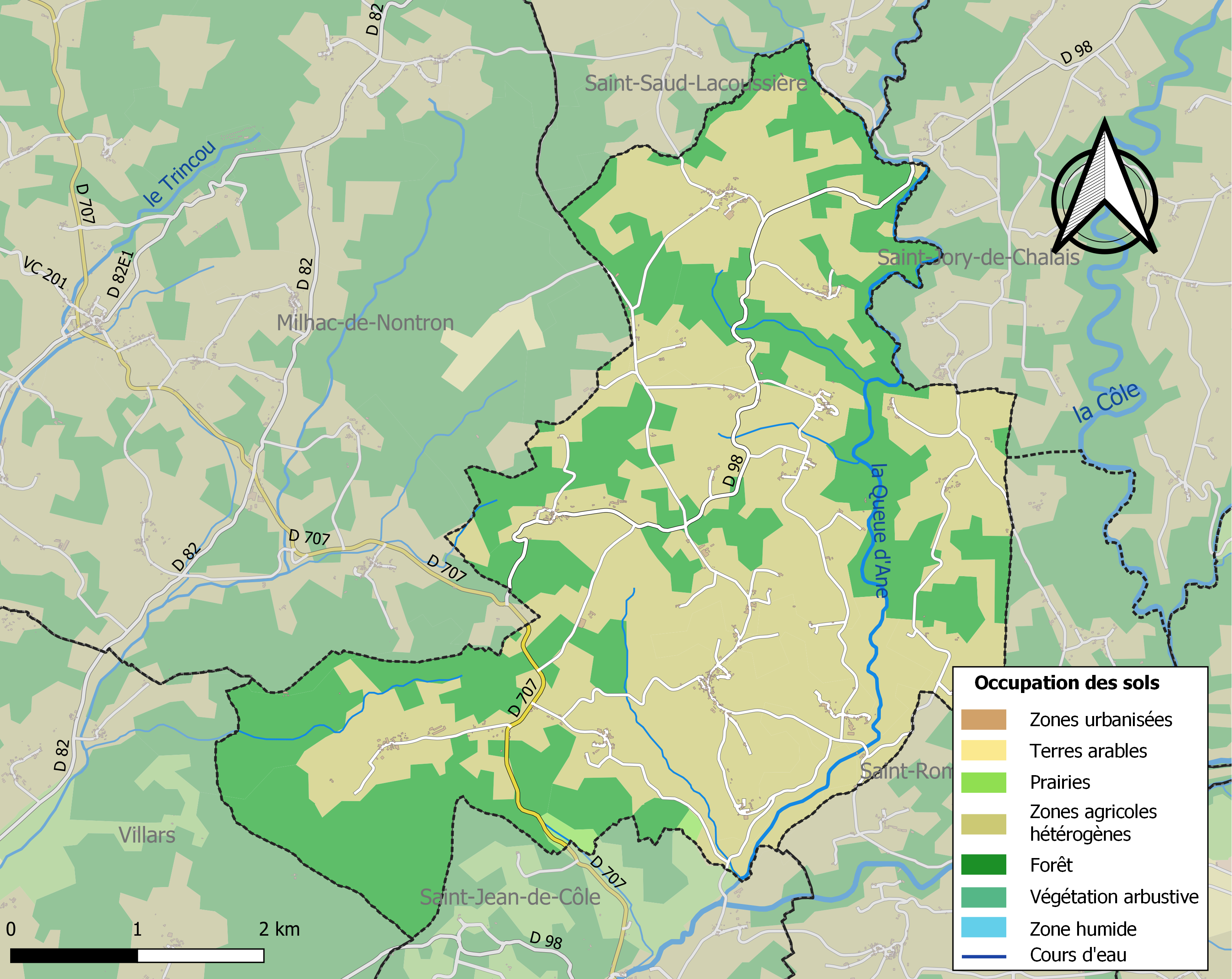
Carte des infrastructures et de l'occupation des sols de la commune en 2018 (CLC).

### Prévention des risques
Le territoire de la commune de Saint-Martin-de-Fressengeas est vulnérable à différents aléas naturels : météorologiques (tempête, orage, neige, grand froid, canicule ou sécheresse), inondations, feux de forêts, mouvements de terrains et séisme (sismicité faible). Il est également exposé à un risque particulier : le risque de radon. Un site publié par le BRGM permet d'évaluer simplement et rapidement les risques d'un bien localisé soit par son adresse soit par le numéro de sa parcelle.

#### Risques naturels
Certaines parties du territoire communal sont susceptibles d’être affectées par le risque d’inondation par débordement de cours d'eau, notamment la Queue d'Âne. La commune a été reconnue en état de catastrophe naturelle au titre des dommages causés par les inondations et coulées de boue survenues en 1982 et 1999,.
Saint-Martin-de-Fressengeas est exposée au risque de feu de forêt. L’arrêté préfectoral du 14 mars 2013 fixe les conditions de pratique des incinérations et de brûlage dans un objectif de réduire le risque de départs d’incendie. À ce titre, des périodes sont déterminées : interdiction totale du 15 février au 15 mai et du 15 juin au 15 octobre, utilisation réglementée du 16 mai au 14 juin et du 16 octobre au 14 février. En septembre 2020, un plan inter-départemental de protection des forêts contre les incendies (PidPFCI) a été adopté pour la période 2019-2029,.

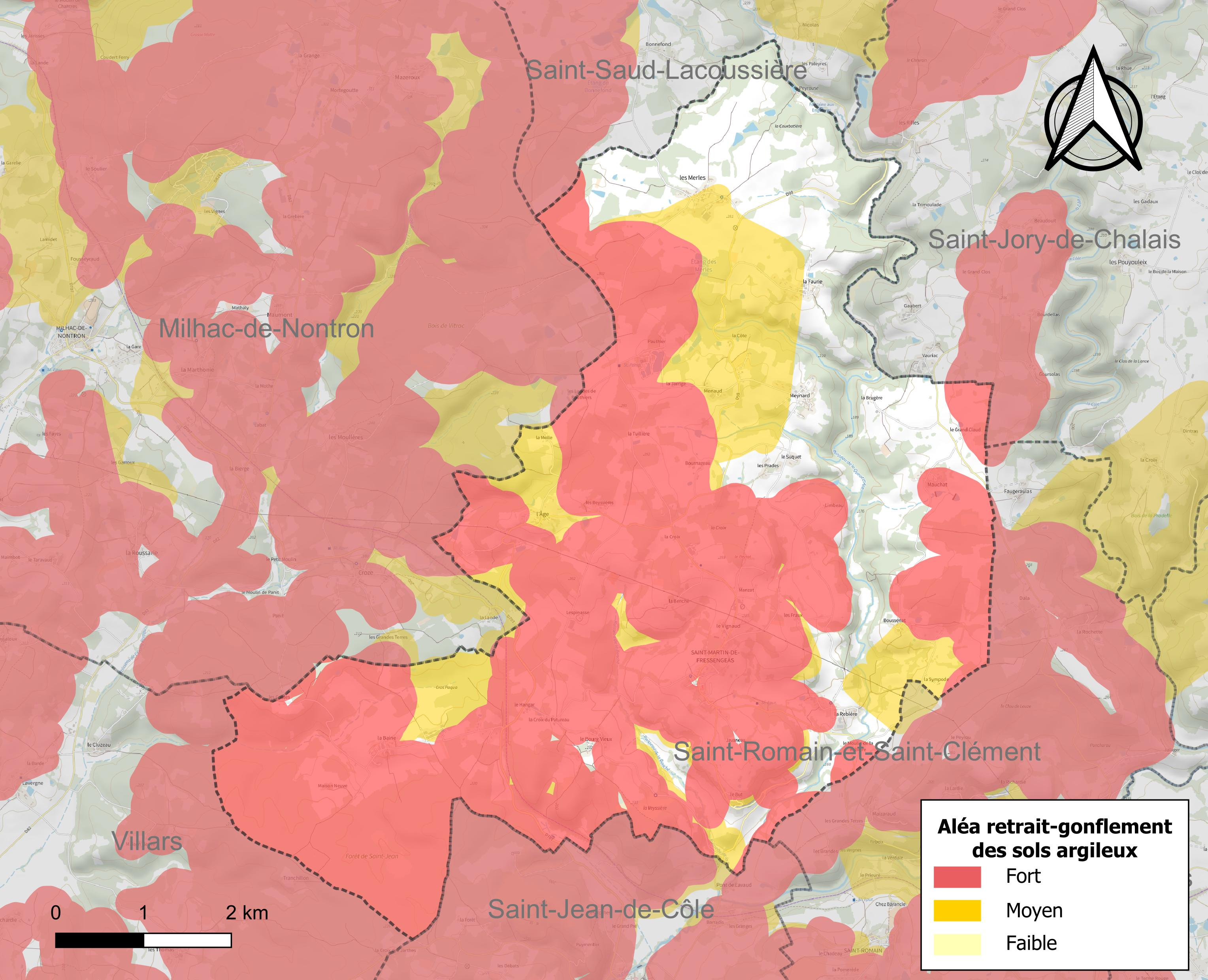
Carte des zones d'aléa retrait-gonflement des sols argileux de Saint-Martin-de-Fressengeas.

Les mouvements de terrains susceptibles de se produire sur la commune sont des tassements différentiels. Le retrait-gonflement des sols argileux est susceptible d'engendrer des dommages importants aux bâtiments en cas d’alternance de périodes de sécheresse et de pluie. 75,8 % de la superficie communale est en aléa moyen ou fort (58,6 % au niveau départemental et 48,5 % au niveau national métropolitain). Depuis le 1er octobre 2020, en application de la loi ÉLAN, différentes contraintes s'imposent aux vendeurs, maîtres d'ouvrages ou constructeurs de biens situés dans une zone classée en aléa moyen ou fort,.
La commune a été reconnue en état de catastrophe naturelle au titre des dommages causés par la sécheresse en 1989, 1992, 2003 et 2011 et par des mouvements de terrain en 1999.

#### Risque particulier
Dans plusieurs parties du territoire national, le radon, accumulé dans certains logements ou autres locaux, peut constituer une source significative d’exposition de la population aux rayonnements ionisants. Selon la classification de 2018, la commune de Saint-Martin-de-Fressengeas est classée en zone 3, à savoir zone à potentiel radon significatif.

## Toponymie
Le nom de la commune se réfère à saint Martin, évêque de Tours au IVe siècle, et au mot occitan fraisse signifiant « frêne ».
En occitan, la commune porte le nom de Sent Martin de Fraissenjas.

## Histoire
La première mention écrite connue du lieu remonte au XIIe siècle, sous la forme Sant Marty de Freycenjas.
Au XIIIe siècle, Saint-Martin de Fressengeas était l'une des vingt-sept paroisses dépendant de l'archiprêtré de Condat dont le siège se situait à Champagnac.
Sur la carte de Cassini représentant la France entre 1756 et 1789, le village est identifié sous le simple nom de Saint Martin.
Le 28 avril 1944, six résistants et quatre habitants du village des Merles sont massacrés par une troupe de soldats allemands et géorgiens, supplétifs de la Phalange nord-africaine,,.

## Politique et administration

### Rattachements administratifs
La commune de Saint-Martin-de-Fressengeas est rattachée, dès 1790, au canton de Thiviers qui dépendait du district d'Excideuil. En 1800, les districts sont supprimés. Le canton est alors rattaché à l'arrondissement de Nontron.

### Intercommunalité
Au 1er janvier 2002, Saint-Martin-de-Fressengeas intègre dès sa création la communauté de communes du Pays thibérien. Au 1er janvier 2017, celle-ci est dissoute et ses communes — hormis Sorges et Ligueux en Périgord — rejoignent la communauté de communes des Marches du Périg'Or Limousin Thiviers-Jumilhac qui, en octobre 2017 prend le nom de communauté de communes Périgord-Limousin.

### Administration municipale
La population de la commune étant comprise entre 100 et 499 habitants au recensement de 2017, onze conseillers municipaux ont été élus en 2020,.

### Liste des maires
| Période                                  | Période  | Identité            | Étiquette | Qualité                                |
| ---------------------------------------- | -------- | ------------------- | --------- | -------------------------------------- |
| Les données manquantes sont à compléter. |          |                     |           |                                        |
|                                          |          |                     |           |                                        |
| 1913                                     | 1919     | Jean Justin Lacotte |           | Propriétaire cultivateur               |
|                                          |          |                     |           |                                        |
| 1977                                     | 1995     | Lucien Michaud      |           | Enseignant (retraité à partir de 1980) |
| juin 1995                                |          | Jean-Robert Fargeot | SE        | Artisan                                |
| juillet 2020                             | En cours | Michel Augeix       |           |                                        |

## Équipements et services publics

### Justice
En 2023, dans le domaine judiciaire, Saint-Martin-de-Fressengeas relève : 
- du tribunal judiciaire, du tribunal pour enfants, du conseil de prud'hommes et du tribunal de commerce de Périgueux ;
- du pôle Nationalité du tribunal judiciaire de Périgueux (compétent uniquement dans le domaine de la nationalité) ;
- de la cour d'appel, du tribunal administratif et de la  cour administrative d'appel de Bordeaux.

## Population et société

### Démographie
L'évolution du nombre d'habitants est connue à travers les recensements de la population effectués dans la commune depuis 1793. Pour les communes de moins de 10 000 habitants, une enquête de recensement portant sur toute la population est réalisée tous les cinq ans, les populations de référence des années intermédiaires étant quant à elles estimées par interpolation ou extrapolation. Pour la commune, le premier recensement exhaustif entrant dans le cadre du nouveau dispositif a été réalisé en 2007.

En 2022, la commune comptait 362 habitants, en évolution de +0,56 % par rapport à 2016 (Dordogne : +0,37 %, France hors Mayotte : +2,11 %).
| 1793 | 1800 | 1806 | 1821 | 1831  | 1836 | 1841 | 1846  | 1851  |
| ---- | ---- | ---- | ---- | ----- | ---- | ---- | ----- | ----- |
| 987  | 704  | 855  | 948  | 1 004 | 980  | 987  | 1 086 | 1 133 |

| 1856  | 1861  | 1866  | 1872  | 1876  | 1881  | 1886  | 1891  | 1896 |
| ----- | ----- | ----- | ----- | ----- | ----- | ----- | ----- | ---- |
| 1 104 | 1 059 | 1 080 | 1 001 | 1 035 | 1 045 | 1 102 | 1 003 | 983  |

| 1901 | 1906 | 1911 | 1921 | 1926 | 1931 | 1936 | 1946 | 1954 |
| ---- | ---- | ---- | ---- | ---- | ---- | ---- | ---- | ---- |
| 930  | 981  | 946  | 804  | 748  | 705  | 691  | 605  | 531  |

| 1962 | 1968 | 1975 | 1982 | 1990 | 1999 | 2006 | 2007 | 2012 |
| ---- | ---- | ---- | ---- | ---- | ---- | ---- | ---- | ---- |
| 475  | 428  | 394  | 390  | 394  | 375  | 379  | 380  | 368  |

| 2017 | 2022 | - | - | - | - | - | - | - |
| ---- | ---- | - | - | - | - | - | - | - |
| 359  | 362  | - | - | - | - | - | - | - |

### Sports
En association avec les communes voisines de Saint-Jean-de-Côle et Saint-Romain-et-Saint-Clément, un trail est organisé en août (7e édition en 2025 au départ de Saint-Martin-de-Fressengeas avec trois parcours de 12 km, 20 km et 30 km).

## Économie

### Emploi
En 2015, parmi la population communale comprise entre 15 et 64 ans, les actifs représentent 148 personnes, soit 41,0 % de la population municipale. Le nombre de chômeurs (quatorze) a augmenté par rapport à 2010 (sept) et le taux de chômage de cette population active s'établit à 9,5 %.

### Établissements
Au 31 décembre 2015, la commune compte trente-trois établissements, dont neuf au niveau des commerces, transports ou services, neuf dans la construction, huit dans l'agriculture, la sylviculture ou la pêche, quatre dans l'industrie, et trois relatifs au secteur administratif, à l'enseignement, à la santé ou à l'action sociale.

## Culture locale et patrimoine

### Lieux et monuments
- Grotte des Fraux[63], datant de l'âge du bronze, inscrite aux monuments historiques[64], propriété privée. Occupée entre les XVe et XIe siècles av. J.-C., elle a été découverte en 1989 et a fait l'objet d'acquisition de données de 2007 à 2015, dont la numérisation en 3D presque intégrale de son réseau karstique[65].
- Église Saint-Martin des XIIe et XIXe siècles, avec un porche du XVIIe siècle.
- Voie verte, 17 kilomètres de randonnée sur l'ancien tracé du chemin de fer de Thiviers à Saint-Pardoux-la-Rivière (ligne Le Quéroy-Pranzac - Thiviers).
- Château Saint-Martin[66], qui date probablement du XVIe siècle[réf. nécessaire]. Cette « gentilhommière » a bénéficié d'une importante restauration au début du XXe siècle.

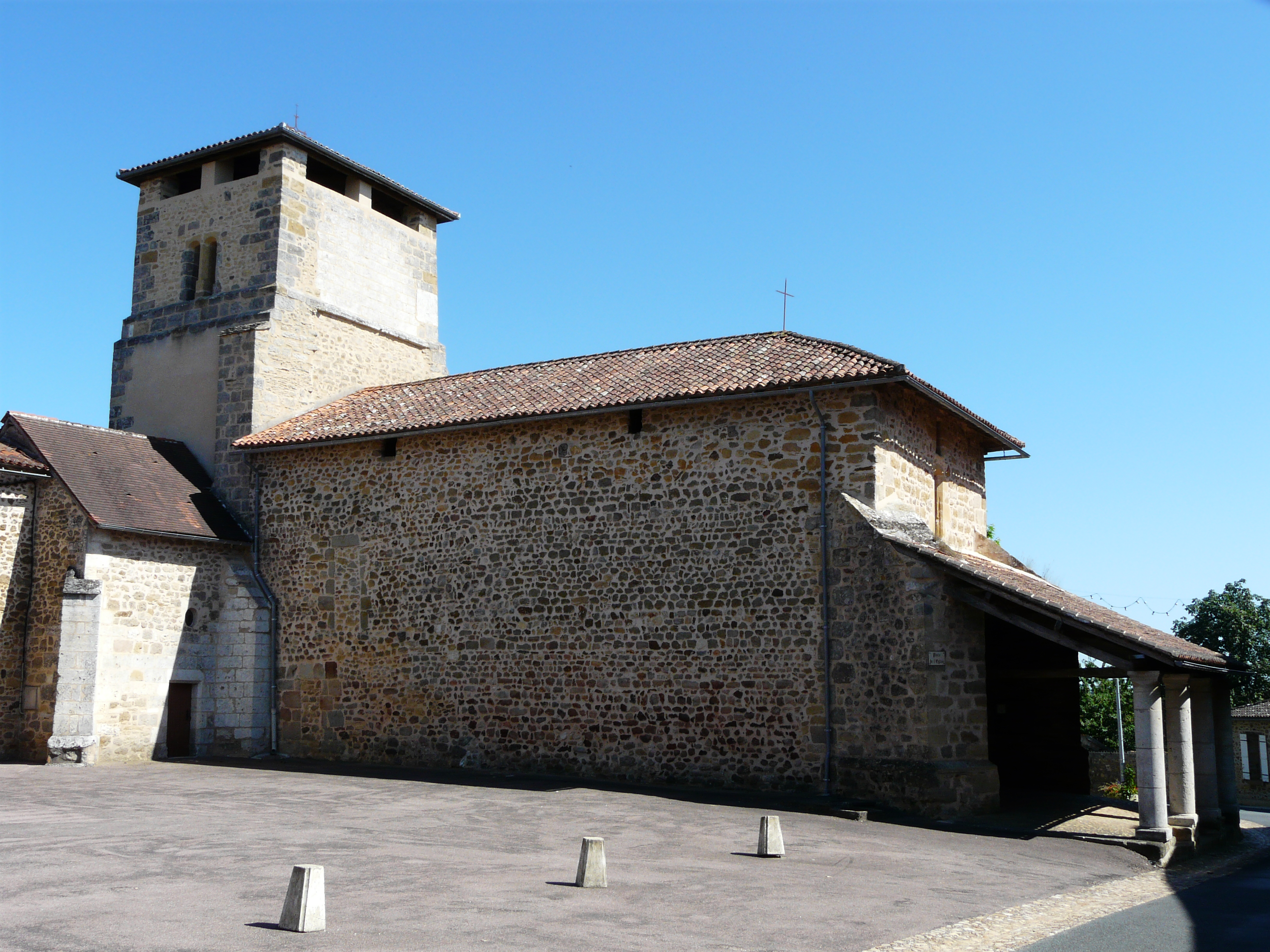
L'église Saint-Martin.
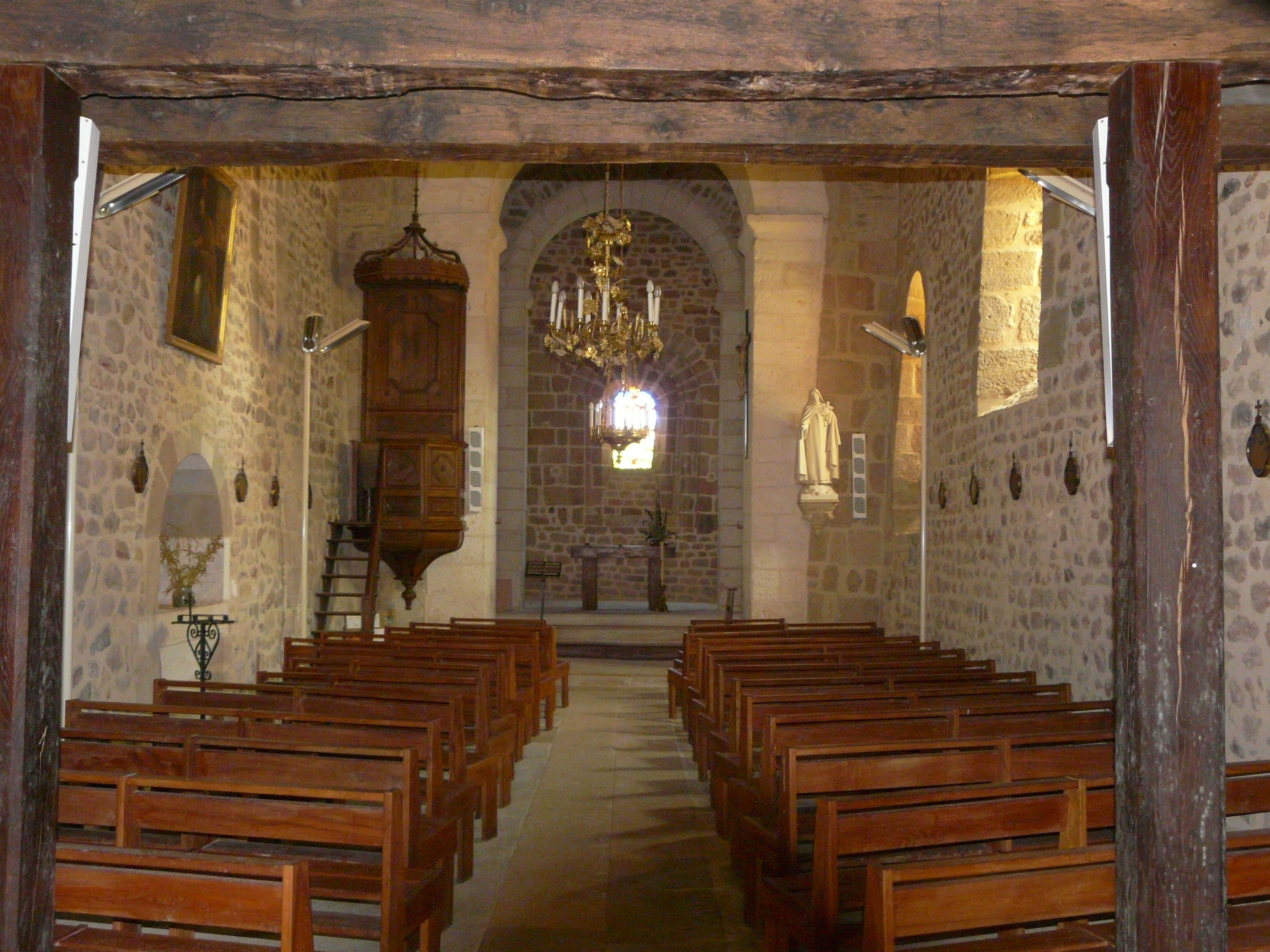
La nef de l'église.
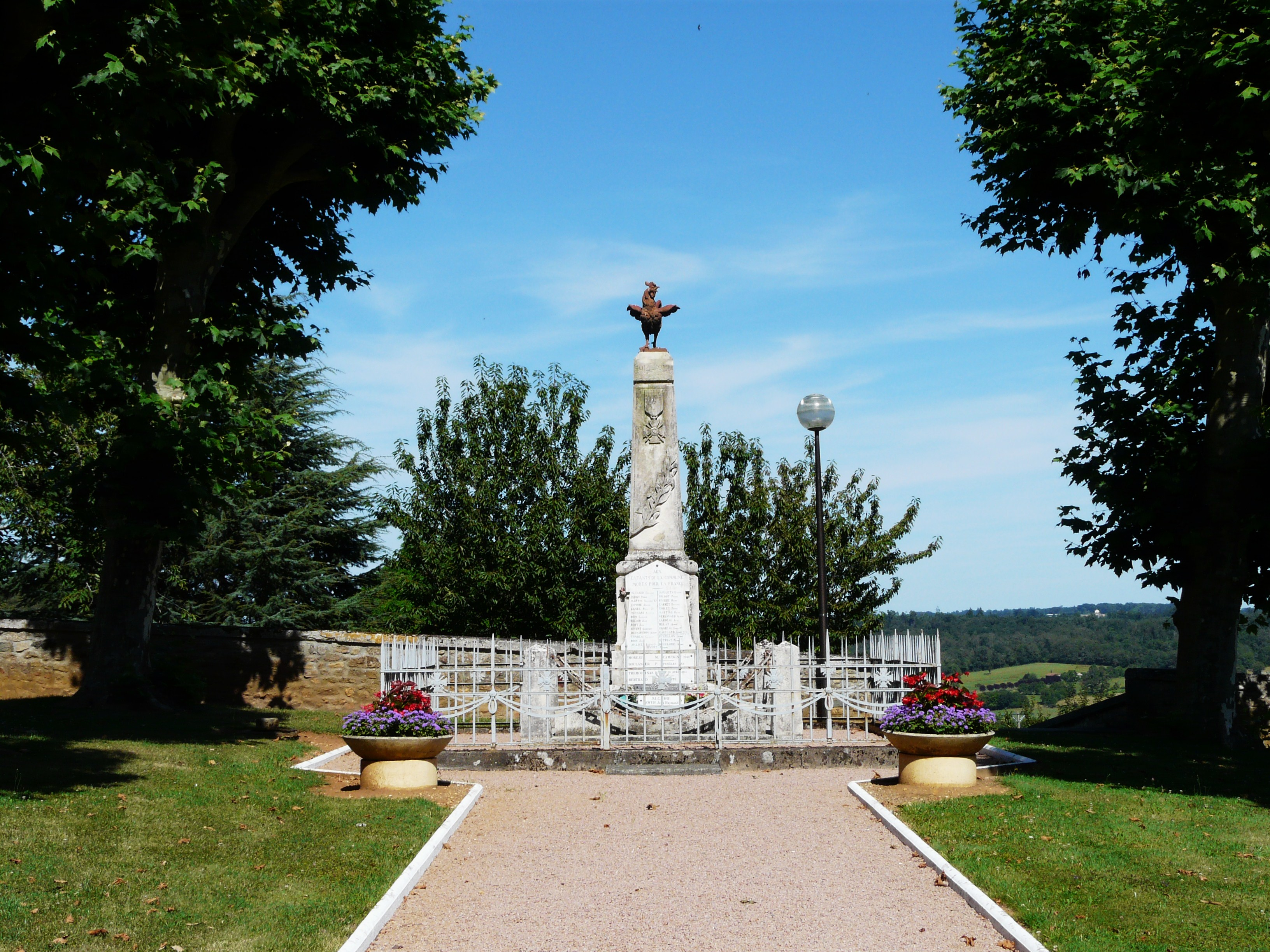
Le monument aux morts.
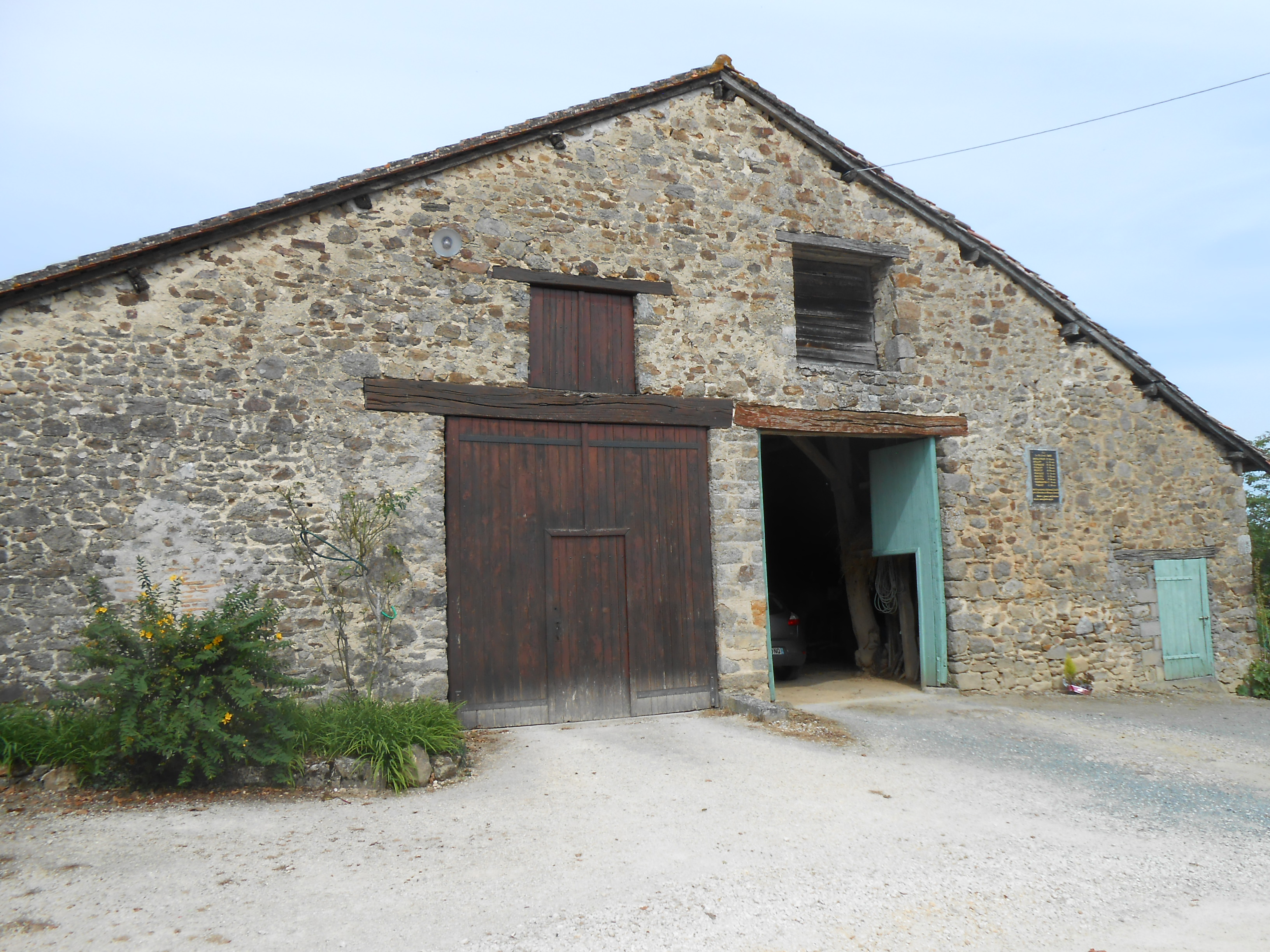
Les Merles, la grange où les hommes ont été fusillés le 28 avril 1944.
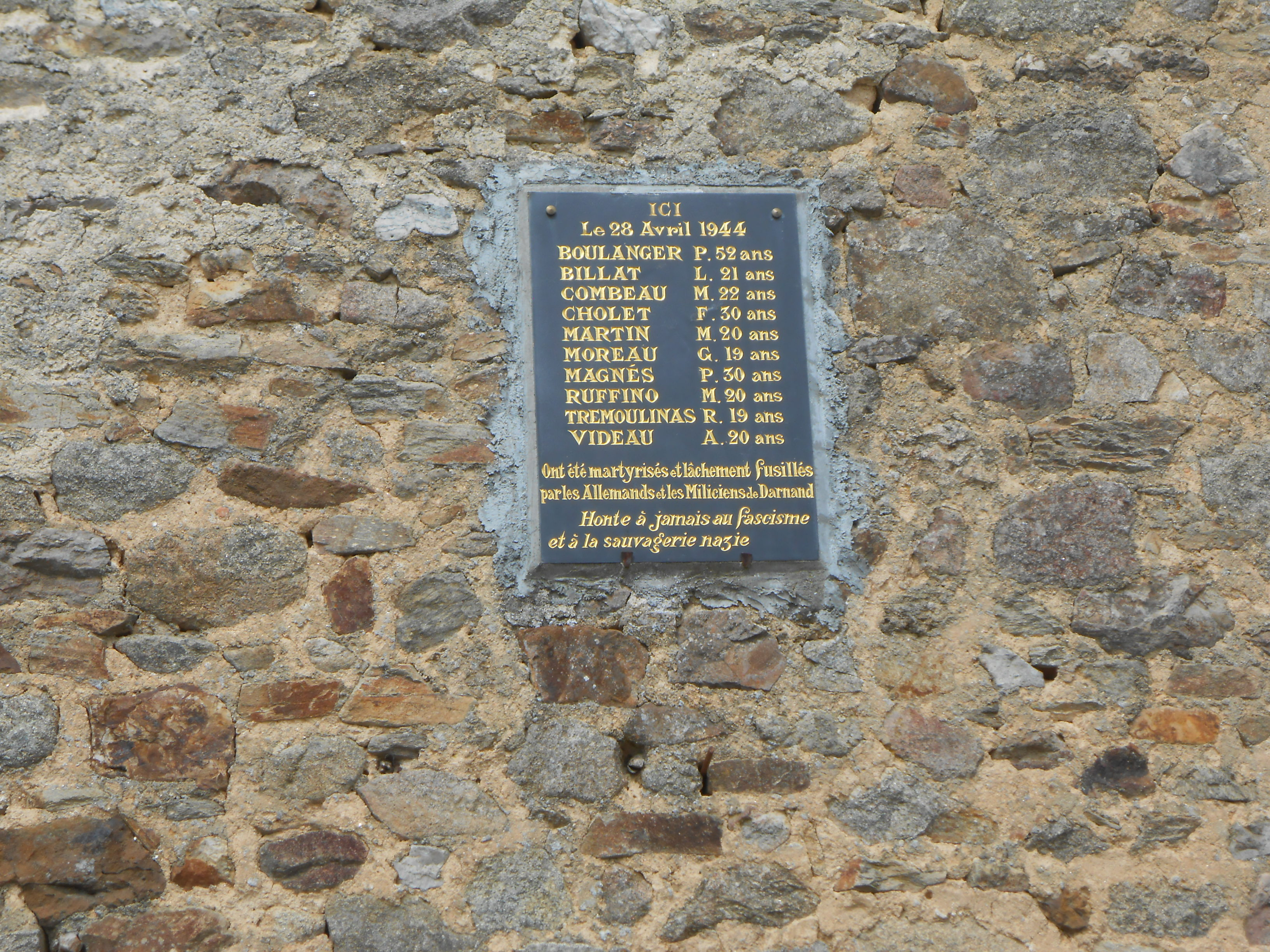
Les Merles, plaque sur la grange en mémoire du 28 avril 1944.
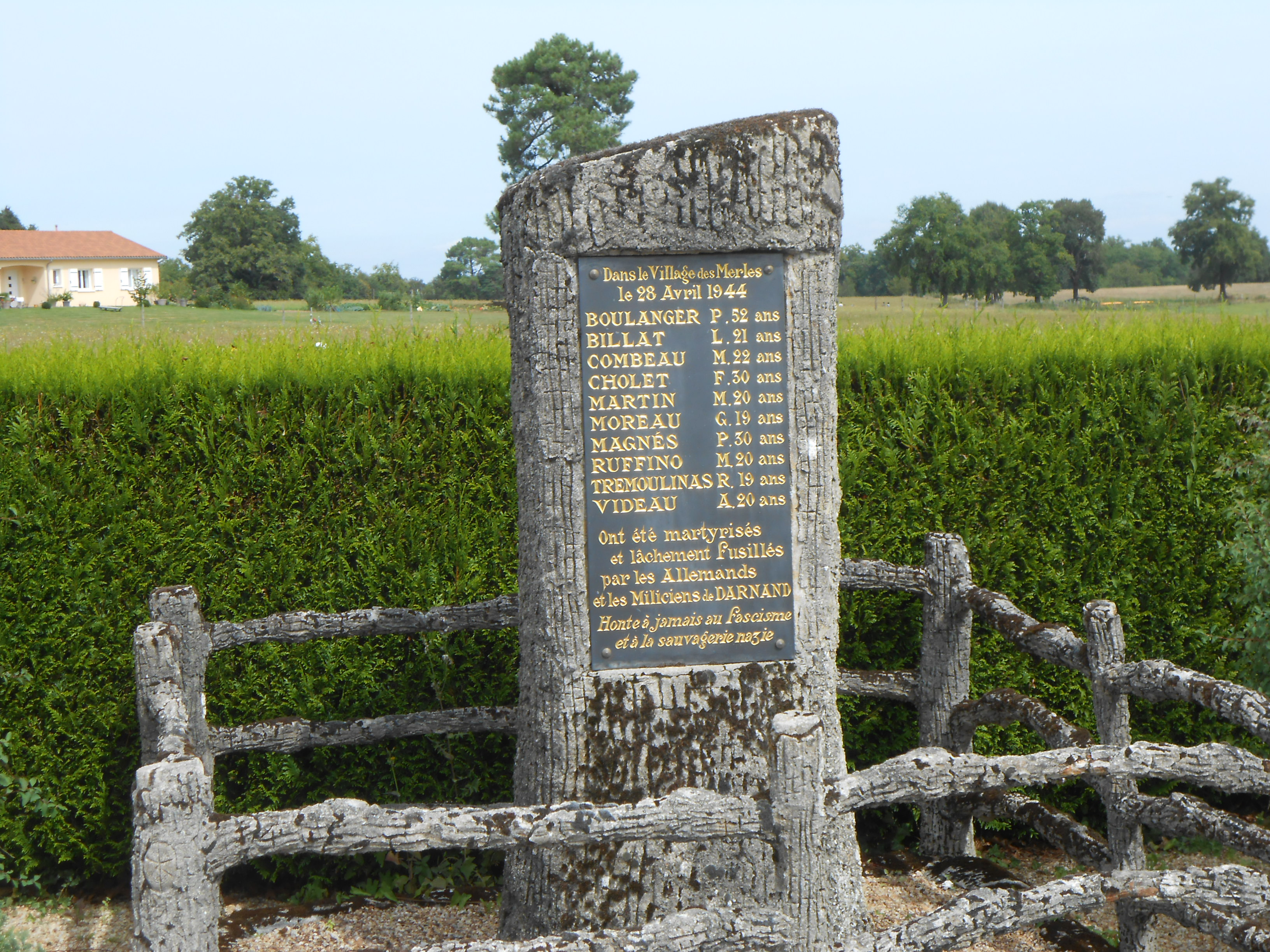
Les Merles, stèle à la mémoire des fusillés du 28 avril 1944.

## Pour approfondir